# Stormchaser
Stormchaser (voorheen Twisted Sisters & Twisted Twins) is een hybride achtbaan in attractiepark Kentucky Kingdom in de Amerikaanse stad Louisville
De achtbaan had twee verschillende banen waarin twee treinen als het ware duelleerden. De achtbaan had twee treinen, welke allebei een bijnaam hebben gekregen. De ene trein heeft als bijnaam: 'Lola' en de andere 'Stella'. De originele naam van de achtbaan was "Twisted Sisters" maar dit is veranderd omdat de naam 'Twisted Sisters' te veel leek op dat van de Amerikaanse band Twisted Sister.
Sinds seizoen 2008 is de achtbaan gesloten en opende ook in seizoen 2009 niet. Dit kwam waarschijnlijk doordat Six Flags in het budget voor Kentucky Kingdom sneed waardoor de onderhoudskosten voor de achtbaan te hoog werden. In seizoen 2015 werd de baan onder handen genomen door Rocky Mountain Construction. De houten baan waarop Lola reed werd compleet gesloopt. De houten baan waarop Stella reed werd vervangen door een rode stalen baan. De baan kreeg ook inversies, o.a. een zogenaamde "barrel down drop" en een "corked roll". Op 20 juli 2015 werd de complete baan gepresenteerd en werd de nieuwe naam bekendgemaakt: Stormchaser. Stormchaser opende op 30 april 2016.
Gesloten achtbanen: Chang · Greezed Lightnin' · Roller Skater · T² · Thunder Run · Stormchaser

Eerder gesloten en weggehaald: Road Runner Express · Starchaser · Vampire